# 中線

三角形の中線と重心

幾何学において三角形の中線（ちゅうせん）とは、三角形の頂点と対辺の中点を結んだ直線である。1つの三角形に中線は3本存在する。
3本の中線はその三角形の重心で交わる。重心は中線を2:1の比に分ける。
中線は、三角形を等しい面積に分割する。中線以外の三角形を同じ面積に分ける直線は重心を通らない。

## 中線定理
三角形 ABC の3辺 BC,CA,AB の長さをそれぞれ a,b,c とし、頂点AとBCの中点を結ぶ中線の長さを m とすると
4m2+a2=2(b2+c2)
これをパップスの中線定理という。この式を変形すると、
{\displaystyle m={\sqrt {\frac {2b^{2}+2c^{2}-a^{2}}{4}}}}
となり、3辺の長さから中線の長さを求めることができる。
中線定理の一般化として、BCの中点ではなくBCを内分する任意の点とAを結ぶ線について同様の関係式を述べたスチュワートの定理が知られている。